# FAM60A
FAM60A‏ (SIN3-HDAC complex associated factor) هوَ بروتين يُشَفر بواسطة جين FAM60A في الإنسان.